# Vũ Công, Hàm Dương
Vũ Công hay Võ Công (tiếng Trung phồn thể: 武功縣, Hán Việt: Vũ Công huyện hay Võ Công huyện) là một huyện thuộc địa cấp thị Hàm Dương, tỉnh Thiểm Tây, Cộng hòa Nhân dân Trung Hoa. Huyện này có diện tích 392 km2, dân số năm 2002 là 410.000 người. Huyện này được chia thành các đơn vị hành chính gồm 4 trấn (Phổ Tập, Vũ Công, Tiểu Thôn, Du Phong), hương.